# بن ویلر (تگزاس)
بن ویلر (به انگلیسی: Ben Wheeler) یک منطقهٔ مسکونی در ایالات متحده آمریکا است که در Van Zandt County واقع شده‌است. بن ویلر ۱۶۱٫۸۵ متر بالاتر از سطح دریا واقع شده‌است.